# Worden (Illinois)
Worden est un village du comté de Madison dans l'Illinois, aux États-Unis,. Situé à l'est du comté, il est incorporé le  4 avril 1878.

## Démographie
Lors du recensement de 2010, le village comptait une population de 1 044 habitants. Elle est estimée, en 2016, à 1 029 habitants.

### Source de la traduction
- (en) Cet article est partiellement ou en totalité issu de l’article de Wikipédia en anglais intitulé « Worden, Illinois » (voir la liste des auteurs).